# Tabanus cylindricallosus
Tabanus cylindricallosus är en tvåvingeart som beskrevs av Schuurmans Stekhoven 1926. Tabanus cylindricallosus ingår i släktet Tabanus och familjen bromsar. Inga underarter finns listade i Catalogue of Life.